# 渡良瀨溪谷鐵道WKT-550型柴聯車
渡良瀨溪谷鐵道WKT-550型柴聯車（日语：／ Watarase Keikoku Tetsudō WKT-550-gata kidōsha）是渡良瀨溪谷鐵道的渡良瀨溪谷線使用的觀光小火車型柴聯車，並於2012年4月1日投入使用。WKT-550型是自1998年10月開始運行的由日本國鐵DE10型柴油機車牽引的觀光小火車之外，另外引進的無需機車迴送的自走式觀光小火車。

## 規格與構造
本型車由新潟運輸系統負責製造，並且以NDC和2011年引進的渡良瀨溪谷鐵道WKT-500型柴聯車為基礎進行設計。車體側面配備與既有車輛相比面積更大的可拆式窗戶，在雨天或是冬季時可更換成固定式的窗戶。車體延續既有車輛使用的紅銅色作為塗裝，窗戶周圍搭配著象徵彩虹的紅色與橘色，其正下方則塗上金色的條紋。車頭與車尾皆設有駕駛室，並且位於頭尾兩端的左邊。車廂內採用木製的對向式的座椅，並配備大型的桌板；而本型車也有設置列車廁所和放置輪椅的專用空間。